# فانيسا جياكومو
فانيسا مينديز دا سيلفا ليما (بالبرتغالية: Vanessa Giácomo‏) (ولدت في 29 مارس 1983)، والمعروفة باسم فانيسا جياكومو، هي ممثلة برازيلية. 

## أعمالها

### في التلفزيون
| العام   | عنوان                             | الشخصية                                                   |
| ------- | --------------------------------- | --------------------------------------------------------- |
| 2004    | Cabocla                           | زولميرا دي أوليفيرا فييرا بيرس ( زوكا )                   |
| 2005    | كلارا يو شوفيرو دو تمبو           | ليا                                                       |
| 2006    | سينا موكا                         | جوليانا                                                   |
| 2007    | ادعية كاراس                       | لوسيانا ألفيس نغروبونتي                                   |
| 2007    | أمازونيا، دي غالفيز، تشيكو مينديز | ايلزا (ايلزامار مينديس)                                   |
| 2009    | بارايسو                           | روزنها (روزا)                                             |
| 2009    | كاراس وبوكاس                      | ميريام باروس                                              |
| 2011    | مورد وأسوبرا                      | سيليست دي سوزا سامبايو                                    |
| 2012    | غابرييلا                          | مالفينا تافاريس                                           |
| 2013-14 | أمور فيدا                         | الين نورونها خوري                                         |
| 2014    | IMPERIO                           | إليان ميديروس                                             |
| 2015    | ريجرا دو جوجو                     | ماريا فيتوريا نورونها ( تويا ) / صوفيا مينديز دي ألبوكركي |
| 2017-18 | فرصة حب                           | أنطونيا الميدا                                            |

### فيلم
| العام | عنوان                | الشخصية     | ملاحظات   |
| ----- | -------------------- | ----------- | --------- |
| 2006  | كانتا ماريا          | ماريا       |           |
| 2007  | السراج 12 طرابحوس    | سيمون       |           |
| 2008  | إلها دوس إسكرافوس    | ماريا       |           |
| 2009  | جان تشارلز           | فيفيان      |           |
| 2009  | يا مينينو دا بورتيرا | جوليانا     |           |
| 2011  | نوفيلا داس 8         | أماندا ليما |           |
| 2011  | جنوميو جولييتا       | جوليتا      | دور الصوت |
| 2013  | Solidões             | MULHER      |           |
| 2015  | Divã a 2             | إدواردا     |           |

## وصلات خارجية
- فانيسا جياكومو على موقع IMDb (الإنجليزية)
- فانيسا جياكومو على موقع ألو سيني (الفرنسية)
- فانيسا جياكومو على موقع قاعدة بيانات الفيلم (الإنجليزية)
- فانيسا جياكومو على موقع كينوبويسك (الروسية)